# Handley Page V/1500
«Гендлі Пейдж V/1500» (англ. Handley Page V/1500) — британський чотиримоторний нічний важкий бомбардувальник компанії Handley Page, що перебував на озброєнні Королівських ПС Великої Британії в останні місяці Першої світової війни.
Бомбардувальник розроблявся на замовлення Королівського льотного корпусу, який з 1 квітня 1918 року став іменуватися Королівські ПС Великої Британії. Розробка велася на основі попередньої версії важкого літака компанії «Гендлі Пейдж» Type O, як стратегічний бомбардувальник, спроможний завдавати удари по Берліну, злітаючи з аеродромів східної Англії.
Літак надійшов надто пізно до лав королівської авіації, у листопаді 1918 року перші бомбардувальники були готові для завдання бомбового удару по німецькій столиці, коли через два дні кайзерівська Німеччина капітулювала.

## Конструкція та дизайн
«Гендлі Пейдж V/1500» — суцільнодерев'яний літак з чотиристійковою біпланною коробкою і фюзеляжем, що складався з трьох частин. Носова секція, де розміщувалася силова установка (лонжерони і шпангоути), виготовлялася з блакитної ялини, і обшивалася фанерою. Центральна секція, де був бомбовий відсік (розташовувався під паливним баком ємністю 4546 л), повністю виготовлялася з ялини, за винятком двох масивних поперечних балок з ясена, і призначених для розміщення бомбового навантаження. Задня фюзеляжна секція виготовлялася у формі балки коробчастого перетину зі згорнутих складових профілів з ялини і лонжеронів. У конструкцію задньої частини фюзеляжу були включені містки для доступу до хвостової стрілецької позиції, яка розміщувалася в крайньому хвостовому положенні.
Силова установка літака включала чотири двигуни Rolls-Royce Eagle VII, які встановлювалися тандемними парами в середині простору між крилами на V-подібних стійках, що кріпилися до переднього і заднього основних лонжеронів крил.
Максимальна бомбове навантаження V/1500 складалося з тридцяти 250-фунтових (113 кг) фугасних авіабомб або комбінації 550-фунтових (249 кг) і 250-фунтових (113 кг) бомб. Також у конструкції літака була передбачена можливість підвіски і скидання однієї 3360-фунтової (1524 кг) бомби великої потужності. Ця бомба розроблялася спеціально для V/1500, але до завершення воєнних дій не була готова до льотних випробувань.

## Бойове застосування
Наприкінці жовтня 1918 року три важкі бомбардувальники V/1500 надійшли до 166-ї ескадрильї на авіабазі Бірчем-Ньютон і розпочали підготовку до бомбардування цілей у Німеччині. Втім, до 8 листопада вище керівництво не могло дійти до згоди, як застосовувати ці унікальні літаки, і командир ескадрильї ніяк не міг отримати чіткий наказ. Лише 9 числа було визначене завдання здійснити нічний повітряний рейд на Берлін, далі летіти на Прагу, де щойно оголосили про створення незалежної Чехословаччини. Тут здійснити дозаправлення, поповнення бомбового запасу і вилетіти у зворотний рейд, цього разу завдавши удар по Дюссельдорфу. Однак, через технічні проблеми з двигунами виліт було відкладено. Наступного разу історія повторилася, ланка не могла піднятися у повітря через неполадки з двигунами. Лише 11 числа, коли V/1500, вируливши на злітну смугу, вже готувалися в політ, їм назустріч вибіг наземний технік і повідомив про завершення війни — Німецька імперія капітулювала.
Тому, участі в бойових діях Першої світової важкий бомбардувальник Handley Page V/1500 не узяв.
13 грудня 1918 року один з бомбардувальників вилетів у наддалекий політ за маршрутом Англія — Рим — Мальта — Каїр — Багдад — Карачі, приземлівшися у визначеному місті 15 січня 1919 року.
25 травня 1919 року в ході подій Третьої англо-афганської війни цей V/1500 здійснив бойовий виліт, бомбардувавши з повітря королівський палац у Кабулі. Хоча бомбардування завдало незначної матеріальної шкоди, це мало великий психологічний вплив на тамтешніх мешканців — жінки королівського гарему з жахом вискочили на вулицю, викликавши великий скандал. За кілька днів король Аманулла-хан запросив миру, припинивши військові дії.
На початку 1920-х років важкі бомбардувальники були зняті з озброєння, їм на заміну надійшли Vickers Vimy.